# 梁川層
梁川層（やながわそう）は新生代第三期の中新世（約1500 - 1600万年前）に海底に堆積してできた地層で、福島県の福島盆地北部に広く見られる。中粒砂岩や細粒砂岩であり、多数の魚貝類の化石が発掘されている。福島県伊達市梁川町の広瀬川河岸で広く露頭を観察できることから、梁川層と呼ぶようになった。
1984年（昭和59年）8月21日、伊達市梁川町の広瀬川河床の梁川層で、世界でも貴重なパレオパラドキシア（哺乳類）のほぼ完全な化石が発見された。